# Ескадрені міноносці типу «Сольдато»
Ескадрені міноносці типу «Сольдато» (італ. Classe Soldato) — серія ескадрених міноносців ВМС Італії початку XX століття.

## Представники
| Корабель                     | Виготовлювач     | Закладено              | Спущено                | У строю             | Статус                                           |
| ---------------------------- | ---------------- | ---------------------- | ---------------------- | ------------------- | ------------------------------------------------ |
| Підтип «Артільєре»           |                  |                        |                        |                     |                                                  |
| «Артільєре» «Artigliere»     | «Ansaldo», Генуя | 24 липня 1905 року     | 18 січня 1907 року     | 26 серпня 1907 року | Виключений зі складу флоту 14 червня 1923 року   |
| «Берсальєре» «Bersagliere»   | «Ansaldo», Генуя | 13 липня 1905 року     | 2 жовтня 1906 року     | 13 квітня 1907 року | Виключений зі складу флоту 5 липня 1923 року     |
| «Кораццьєре» «Corazziere»    | «Ansaldo», Генуя | 23 жовтня 1905 року    | 11 грудня 1909 року    | 16 травня 1910 року | Виключений зі складу флоту 1 червня 1928 року    |
| «Гарібальдіно» «Garibaldino» | «Ansaldo», Генуя | 23 жовтня 1905 року    | 12 лютого 1910 року    | 1 червня 1910 року  | Затонув 16 липня 1918 року                       |
| «Гранатьєре» «Granatiere»    | «Ansaldo», Генуя | 24 липня 1905 року     | 27 жовтня 1906 року    | 18 квітня 1907 року | Виключений зі складу флоту 3 листопада 1927 року |
| «Ланчере» «Lanciere»         | «Ansaldo», Генуя | 24 липня 1905 року     | 27 лютого 1907 року    | 1 серпня 1907 року  | Виключений зі складу флоту 4 березня 1923 року   |
| Підтип «Альпіно»             |                  |                        |                        |                     |                                                  |
| «Альпіно» «Alpino»           | «Ansaldo», Генуя | 4 грудня 1905 року     | 27 листопада 1909 року | 1 квітня 1910 року  | Виключений зі складу флоту 1 червня 1928 року    |
| «Карабіньєре» «Carabiniere»  | «Ansaldo», Генуя | 7 листопада 1905 року  | 12 жовтня 1909 року    | 26 січня 1910 року  | Виключений зі складу флоту 7 травня 1925 року    |
| «Фучільєре» «Fuciliere»      | «Ansaldo», Генуя | 28 жовтня 1905 року    | 21 серпня 1909 року    | 26 січня 1910 року  | Виключений зі складу флоту 15 грудня 1932 року   |
| «Понтьєре» «Pontiere»        | «Ansaldo», Генуя | 18 листопада 1905 року | 3 січня 1910 року      | 11 лютого 1910 року | Виключений зі складу флоту 1 липня 1929 року     |
| Підтип «Аскаро»              |                  |                        |                        |                     |                                                  |
| «Аскаро» «Ascaro»            | «Ansaldo», Генуя | 1911 рік               | 6 грудня 1912 року     | 21 липня 1913 року  | Виключений зі складу флоту 31 травня 1930 року   |

## Конструкція
Ескадрені міноносці типу «Сольдато» були розроблені фірмою «Ansaldo» як подальший розвиток есмінців типу «Нембо».
Порівняно з попередниками, вони мали потужніше озброєння (4 x 76-мм гармати «76/40 Mod. 1916 R.M.» та 3 x 450-мм торпедні апарати).
Кораблі будували двома серіями. Перша серія (6 кораблів) мала котли, які працювали на вугіллі. Друга серія (4 кораблі) мала котли, які працювали на нафті.
Один корабель, розроблений на базі есмінців «Сольдато», початково будувався для Китаю і мав назву «Чінг По». Він мав на озброєнні дві 76-мм і дві 47-мм гармати. Силова установка змішана: один котел працював на вугіллі і два на нафті. 1912 року цей корабель викупила Італія і перейменувала на «Аскаро». Його озброєння стандартизували з іншими есмінцями типу «Сольдато», але силова установка залишилася незмінною.